# Atal Bihari Panda
Atal Bihari Panda (Binika, 1929-5 de junio de 2021) fue un actor, dramaturgo y compositor indio, activo en la industria del cine y el teatro en idioma sambalpuri.

## Biografía
Logró reconocimiento en el estado de Odisha por su extensa participación en el teatro en idioma sambalpuri. Ganó además numerosos premios, entre los que se incluyen dos Odisha State Film Awards en la categoría de mejor actor.
Antes de realizar su debut como actor de cine a los 82 años, ya había escrito más de sesenta obras de teatro y compuesto una gran variedad de canciones.
Falleció el 5 de junio de 2021 a los 92 años mientras recibía tratamiento contra la septicemia en el Instituto de Ciencias Médicas e Investigación Veer Surendra Sai.

## Filmografía

### Cine
| Año  | Título            | Papel         | Ref.        |
| ---- | ----------------- | ------------- | ----------- |
| 2013 | Sala Budha        | Gauntia Budha | [ 6 ] [ 7 ] |
| 2014 | Aadim Vichar      | Kandha Budha  |             |
| 2020 | Sala Budhar Badla | Gauntia Budha |             |